# Piper arrectispicum
Piper arrectispicum är en pepparväxtart som beskrevs av William Trelease. Piper arrectispicum ingår i släktet Piper och familjen pepparväxter. Inga underarter finns listade i Catalogue of Life.